# هادی (فیلم)
هادی (عنوان اصلی به [نحبك هادي] Error: {{Lang-xx}}: متن دارای نشانه‌گذاری ایتالیک است (راهنما)، برگردان به فارسی: [هادی دوستت داریم] Error: {{Lang}}: متن دارای نشانه‌گذاری ایتالیک است (راهنما)، به [Hedi] Error: {{Lang-xx}}: متن دارای نشانه‌گذاری ایتالیک است (راهنما)) فیلمی در ژانر درام به کارگردانی محمد بن عطیه و محصول کشور تونس است که در سال ۲۰۱۶ میلادی منتشر شد. فیلم در بین ۲۳ فیلم بخش رقابتی برای کسب جایزهٔ خرس طلایی در شصت و ششمین دورهٔ جشنواره بین‌المللی فیلم برلین جای گرفت، و در پایان، جایزه بهترین فیلم اول به «محمد بن عطیه» سازنده فیلم، اهدا شد و خرس نقره‌ای برای بهترین بازیگر مرد را «مجد مستوره» بازیگر تونسی از سوی هیئت داوران جشنواره برای بازی در این فیلم، دریافت کرد.
فیلم روایتی است از زندگیِ جوانی در میانهٔ دههٔ سومِ زندگی در تونسِ امروز، که همواره به حکمِ مادرش زندگی کرده و حالا به انتخاب او در آستانهٔ ازدواج است اما ناگهان آشنایی با دختری رها و جذاب، باعث شورش او بر مناسبات سنتی می‌شود.

## خلاصه داستان
هادی (مجد مستوره) که زندگی‌اش توسط افراد دیگری اداره می‌شود ناگهان در مأموریت کاری خود با دختری آشنا می‌شود ...
فیلم به داستان شخصیت خجالتی و ساکت جوانی به نام «هادی» و مواجهه با خواست‌های مادر اقتدارگرا، خانواده و افراد پیرامون او پس از انقلاب تونس در سال ۲۰۱۱ میلادی می‌پردازد.

## بازیگران
- مجد مستوره در نقش هادی
- ریم بن مسعود در نقش ریم
- صباح بوزید در نقش Baya
- امنیه بن قالی در نقش خدیجه
- حکیم بوم‌سعودی در نقش احمد